# Schoenus unispiculatus
Schoenus unispiculatus là loài thực vật có hoa trong họ Cói. Loài này được F.Muell. ex Benth. miêu tả khoa học đầu tiên năm 1878.